# NGC 5105
NGC 5105 (другие обозначения — MCG -2-34-39, IRAS13191-1256, PGC 46664) — спиральная галактика с перемычкой (SBc) в созвездии Дева.
Этот объект входит в число перечисленных в оригинальной редакции «Нового общего каталога».
В галактике вспыхнула сверхновая SN 2007W типа II, её пиковая видимая звездная величина составила 17,1.